# Bożacin (Grande-Pologne)
Pour les articles homonymes, voir Bożacin.
Bożacin (prononciation : [bɔˈʐat͡ɕin]) est un village polonais de la gmina de Krotoszyn dans le powiat de Krotoszyn de la voïvodie de Grande-Pologne dans le centre-ouest de la Pologne.
Il se situe à environ 6 kilomètres au nord de Krotoszyn (siège de la gmina et du powiat) et à 82 kilomètres au sud-est de Poznań (capitale régionale).
Le village possédait une population de 472 habitants en 2014.

## Histoire
De 1975 à 1998, le village faisait partie du territoire de la voïvodie de Kalisz.

Depuis 1999, Bożacin est situé dans la voïvodie de Grande-Pologne.